# Djupsjön (Bodsjö socken, Jämtland, 696245-145057)
Djupsjön är en sjö i Bräcke kommun i Jämtland och ingår i Ljungans huvudavrinningsområde. Sjön har en area på 0,134 kvadratkilometer och ligger 408,6 meter över havet.

## Delavrinningsområde
Djupsjön ingår i det delavrinningsområde (696054-145179) som SMHI kallar för Mynnar i Stor-Noren. Medelhöjden är 404 meter över havet och ytan är 12,57 kvadratkilometer. Det finns inga avrinningsområden uppströms utan avrinningsområdet är högsta punkten. Rossmyrbäcken som avvattnar avrinningsområdet har biflödesordning 5, vilket innebär att vattnet flödar genom totalt 5 vattendrag innan det når havet efter 246 kilometer. Avrinningsområdet består mestadels av skog (83 procent). Avrinningsområdet har 0,42 kvadratkilometer vattenytor vilket ger det en sjöprocent på 3,3 procent.